# Gaspar de Quiroga y Vela

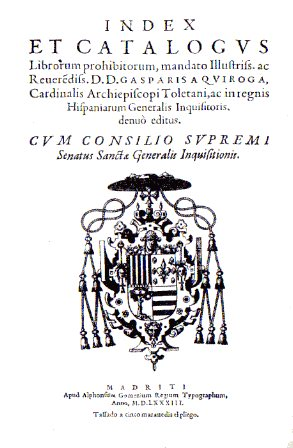
Página título do Index et catalogus librorum prohibitorum autorizado por Gaspar de Quiroga (1583).

Gaspar de Quiroga y Vela (Madrigal de las Altas Torres, 13 de janeiro de 1512 - Madrid, 20 de novembro de 1595), foi um religioso espanhol, arcebispo de Toledo e cardeal.

## Biografia
De uma importante família de ascendência galega estabelecida em Madrigal de las Altas Torres, era sobrinho de Vasco de Quiroga. Gaspar foi pajem de Joana de Castela em Tordesilhas, ingressou como aluno em San Salvador de Oviedo em Salamanca e, posteriormente, no Colégio de Santa Cruz, onde se formou em Cânones em 1537.  Após ocupar a Cátedra de Vésperas e atuar como oidor da Chancelaria de Valladolid, foi colocado sob a proteção de Juan Pardo de Tavera. Foi nomeado vigário-geral do arcebispado de Toledo em Alcalá de Henares em 1540, estabeleceu uma estreita colaboração com a Companhia de Jesus. Realizou os exercícios espirituais estabelecidos por Inácio de Loyola, que conheceu durante a sua primeira viagem a Roma.
Foi nomeado cônego da Catedral de Toledo durante a sé vaga e preparou-se para colaborar com o novo prelado Juan Martínez Silíceo, mas depois Quiroga foi afastado da Corte da mesma forma que havia acontecido com os demais protegidos de Tavera. Em 1554, foi nomeado juiz do Tribunal da Rota Sagrada de Roma; além disso, em janeiro de 1555, o Capítulo da Catedral nomeou-o procurador junto à Santa Sé. Sua saída de Roma marcou o início da sua ascensão na administração da monarquia, contando especialmente com o apoio da Companhia de Jesus.
Entre 1559-1564, foi enviado ao Reino de Nápoles, para informar Filipe II da situação dos distintos reinos do Império Espanhol em Itália, além de intervir em questões relacionadas com a reforma dos bispados. Regressou à Corte e se colocou sob as ordens do novo patrono da corte, Dom Diego Espinoza. Nomeado conselheiro de Castela e da Inquisição em 1565, participou no processo de confessionalização da Monarquia. Dois anos depois, tornou-se governador do Conselho da Itália, cargo que ocupou até 1571. Também acompanhou o Rei na sua viagem à Andaluzia, para resolver as complicações decorrentes da revolta dos mouros de Granada. Ao longo deste processo, apoiou as ações do legado papal para conseguir a integração da Monarquia Hispânica na Liga Santa.
Foi nomeado bispo de Cuenca em 17 de dezembro de 1571. Recebeu a ordenação episcopal em 15 de abril de 1572, no Convento de Santa María de las Cuevas, através do Cardeal Diego Espinoza. Os principais co-consagradores foram Dom Juan Beltrán de Guevara, Bispo de Mazara del Vallo, e Dom Francisco Soto Salazar, Bispo de Segorbe-Albarracin.
Em 1573, foi nomeado Inquisidor Geral, sendo recordado por libertar Frei Luis de León; também passou a fazer parte do Conselho de Estado. Como um dos membros do "partido papista", sua ligação com o secretário real Antonio Pérez del Hierro garantiu sua provisão na sé Toledo e sua nomeação como cardeal. Em 6 de setembro de 1577, Dom Gaspar foi nomeado arcebispo de Toledo e primaz da Espanha. O Papa Gregório XIII o nomeou cardeal em 15 de dezembro de 1578.´No mesmo dia, recebeu o capelo cardinalício e o título de Cardeal-presbítero de Santa Balbina.
Dom Quiroga perdeu influência política com a prisão de Antonio Pérez e da princesa de Eboli. Durante a sua permanência na sé arquiepiscopal, convocou um sínodo diocesano em 1580, para tratar de questões relacionadas com o culto divino e a reforma dos costumes. Dois anos depois, foi realizado um conselho provincial. Também manteve boas relações com o Capítulo da Catedral. Sua reabilitação política ocorreu através da sua ligação a Dom Diego de Cabrera y Bobadilla, III Conde de Chinchón. Desta forma, Quiroga foi nomeado pela segunda vez governador do Conselho da Itália (1586-1594), embora a sua importância política não fosse comparável àquela de que gozara antes. Reintegrado no Conselho de Estado, manifestou-se a favor da realização de um ataque contra a Inglaterra, a cuja organização prestou o seu apoio financeiro. Como inquisidor-geral, reuniu a Junta para tratar do problema mouro em 1587, apelo que se repetiu em 1591. Continuou à frente do Santo Ofício quando se conduzia o processo inquisitorial contra seu amigo Antonio Pérez. Embora tenha pedido permissão ao rei para se aposentar em 1591, Cardeal Quiroga teve que se submeter aos desígnios reais, o que, por outro lado, revelou sua influência diminuída nos assuntos inquisitoriais. Tentou também dissociar-se da visita planejada à Companhia de Jesus, com a qual continuou a manter um excelente relacionamento até ao fim dos seus dias.
Cardeal Quiroga não participou de nenhum dos conclaves (1585, setembro de 1590, outubro-dezembro de 1590, 1591 e 1592) enquanto este vivo.
Faleceu em Madrid, então pertencente à arquidiocese de Toledo, e foi originalmente sepultado na Igreja de Santo Agostinho. Depois seu corpo foi transferido para o Convento das Monjas Agostinianas, também em Madrid.